# ProRail
ProRail ("Прорейл") — нидерландское правительственное агентство, занимающееся обслуживанием и развитием инфраструктуры сети национальных железных дорог (исключая трамвай и метро), контролем грузооборота и управлением движением. ПроРайл является частью NS Railinfratrust (владелец инфраструктуры Нидерландских железных дорог). По состоянию на 2006 год в компании работает 2651 человек. 
На здании штаб-квартиры компании, расположенной в Утрехте, размещён макет «летающей тарелки».

## Структура компании
ProRail состоит из следующих управляющих компаний:
- Railinfrabeheer — управление инфраструктурой
- Railned — управление грузооборотом
- Railverkeersleiding — управление движением

## Клиенты
Услугами компании пользуются следующие транспортные операторы:
- крупные:
  - Nederlandse Spoorwegen
- небольшие:
  - Arriva
  - Syntus
  - Veolia
  - NS Hispeed
  - Connexxion
- крупные грузовые операторы:
  - Railion
  - ERS Railways
  - ACTS
- небольшие грузовые операторы:
  - Rail4Chem
  - Veolia Cargo
  - Rotterdam Railfeeding
  - Bentheimer Eisenbahn
  - HGK
  - SNCF Fret

## Финансирование
Финансирование компании осуществляется за счёт правительственных субсидий, взносов транспортных операторов и прочих доходов.